# 維多利亞公園 (倫敦)

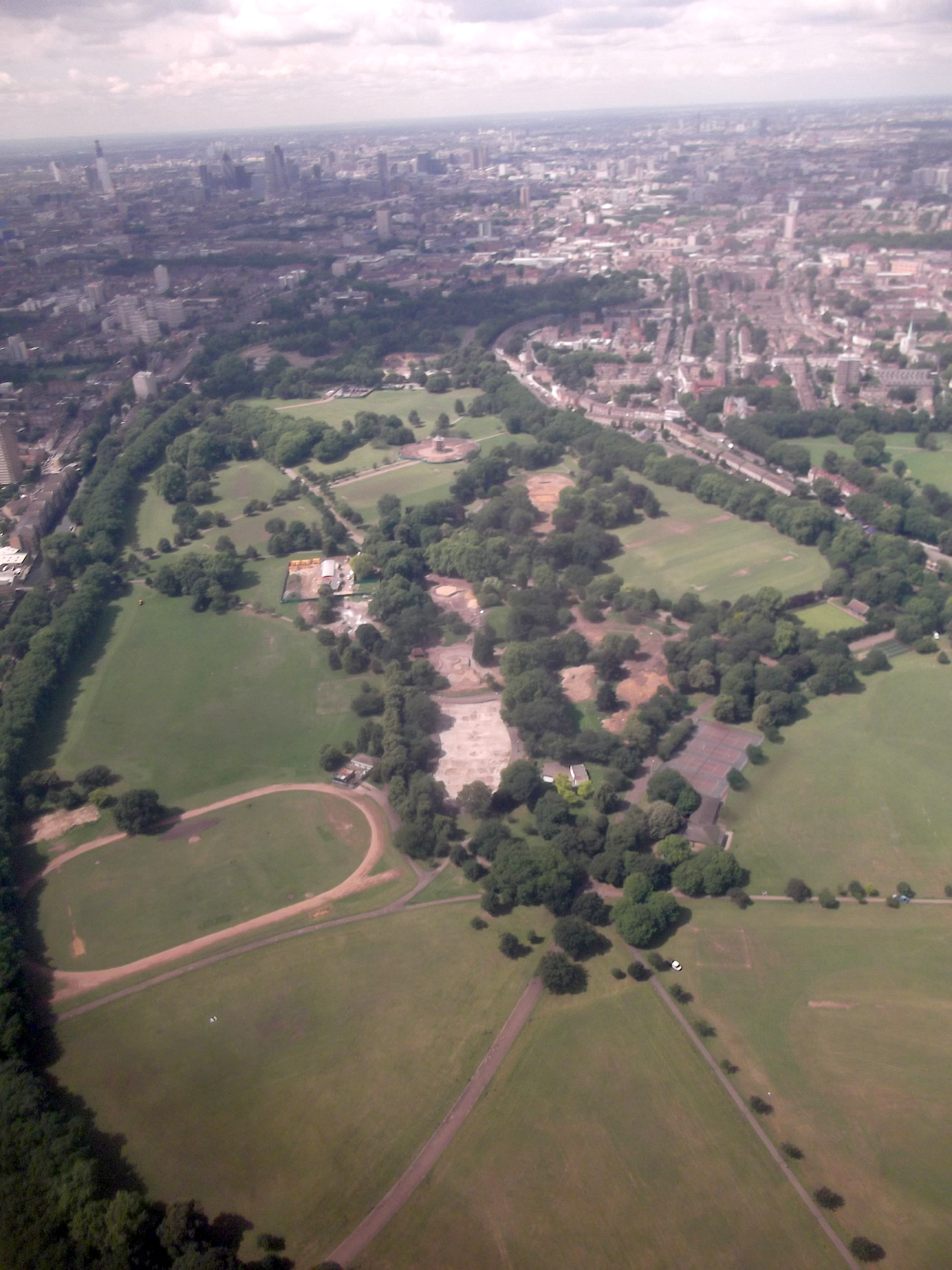
維多利亞公園鳥瞰圖

維多利亞公園 （Victoria Park，又稱Vicky Park或People's Park）是位於倫敦東部的一個公園，公開區域面積86.18公頃。維多利亞公園公開於1845年，在2012年、2014年和2015年連續獲得英國最受歡迎公共綠地獎，是英國首個三次獲得此殊榮的公園。

## 外部連結
- Victoria Park Website （页面存档备份，存于）
- Victoria Park at Green Flag Awards website
- Park Cafe (East Side) （页面存档备份，存于）
- Pavilion Cafe (West Side) （页面存档备份，存于）
- Tower Hamlets Football Club
- Victoria Park Community Cricket League （页面存档备份，存于）
- Victoria Park Harriers & Tower Hamlets Athletics Club （页面存档备份，存于）

51°32′13″N 0°02′17″W / 51.537°N 0.038°W